# Xestopelta alutacea
Xestopelta alutacea là một loài tò vò trong họ Ichneumonidae.